# Титово (Кимрский район)
Титово — деревня в  Тверской области России. Входит в Кимрский муниципальный округ.

## История
Во второй половине XIX — начале XX века деревня Титово входила в состав Калязинского уезда Тверской губернии.
В 1931 году деревня Титово вошла в состав Кимрского района, входящего в состав Московской области. В 1935 году деревня вошла в состав новообразованной Калининской области.
С начала 1990-х до 2005 гг. деревня была в составе Титовского сельского округа Кимрского района.
С 2005 до 2022 года деревня являлась административным центром  Титовского сельского поселения в Кимрском районе.

## Население
| 1859 | 2002 | 2010 |
| ---- | ---- | ---- |
| 273  | 693  | 658  |

## Экономика
ООО «Воложка» (производство молока);
СПК «Кимрский» (производство биогумуса);
ООО «СО «Урожай» (производство сельхозпродукции).

## Достопримечательности
- Мемориал Великой Отечественной войны.

## Учреждения
- МОУ Титовская средняя общеобразовательная школа
- Детский сад №5 "Василёк";
- Титовский ФАП;
- Продуктовый магазин;
- Магазин рыбы и морепродуктов;
- Автозаправка;
- ЦКиД;
- Библиотека (Титовский филиал);
- Отделение связи.